# بوسيدا
البوسيدا (الاسم العلمي: Bucida) هي جنس نباتي يتبع الفصيلة القمبريطية من رتبة الآسيات

## أنواع البوسيدا
- بوسيدا نهريا (الاسم العلمي: Bucida buceras)
- بوسيدا سنبلي كبير (الاسم العلمي: Bucida macrostachya)
- بوسيدا مولينتي (الاسم العلمي: Bucida molineti)
- بوسيدا سبخي (الاسم العلمي: Bucida palustris)
- بوسيدا شبه أعزل (الاسم العلمي: Bucida subinermis)
- بوسيدا مظلي (الاسم العلمي: Bucida umbellata)
- بوسيدا ضيق الأوراق (الاسم العلمي: Bucida angustifolia)
- بوسيدا كومنتاني (الاسم العلمي: Bucida comintana)
- بوسيدا نهري (الاسم العلمي: Bucida megapotamica)
- بوسيدا لامع (الاسم العلمي: Bucida nitida)